# Copa Chile DOS de Básquetbol
La Copa Chile DOS de Básquetbol es una competición oficial de básquetbol de Chile, creada en el año 2023 y de carácter doméstico, el torneo está enfocada exclusivamente en los clubes participantes en la Liga Dos de Basquetbol.
Organizada por la Federación de Básquetbol de Chile, en la búsqueda de potenciar el desarrollo del deporte en el país. Se disputa anualmente en el segundo semestre del año, a la par de la Copa Chile de primera división. 
La primera edición fue ganada por CSD Colo-Colo, mientras que el campeón actual es la CD Illapel Básquetbol.

## Historia
Para la edición de 2022 la Federación de Básquetbol de Chile decidiría organizar la Copa Chile con la participación de todos los clubes que conformaban la Liga Uno y Liga Dos, para potenciar el torneo y los clubes de las dos divisiones. De cara a la siguiente temporada, y viendo que el cambio de formato no cumplió con las expectativas, para 2023 se decidiría crear una nueva categoría de la Copa Chile, creando así la Copa Chile Dos, donde participarán solamente clubes de la Liga Dos. Frente al gran desarrollo e interés del público y de los clubes, se decidirían mantener el torneo para las siguientes temporadas.
La primera edición la disputaron 10 clubes, en el formato de grupos, con play-off. A la Final llegaron el CSD Colo-Colo y CD Truenos de Talca, la final se disputó a partido único, y sería el cuadro albo el que se adjudicaría la primera edición del torneo.

## Campeones Copa Chile DOS
| Temporada | Campeón               | Resultado | Subcampeón          | Entrenador       |
| 2023      | CSD Colo-Colo         | 75-65     | CD Truenos de Talca | Ernesto Menchaca |
| 2024      | CD Illapel Básquetbol | 67-51     | CD Boston College   | Gustavo Ciriacci |

### Campeonatos por equipo
| Equipo                | Títulos | 2.º lugar |
| --------------------- | ------- | --------- |
| CSD Colo-Colo         | 1       | 0         |
| CD Illapel Básquetbol | 1       | 0         |
| CD Truenos de Talca   | 0       | 1         |
| CD Boston College     | 0       | 1         |

### Títulos por región
| Región        | Títulos | Subtítulos | Clubes                    |
| ------------- | ------- | ---------- | ------------------------- |
| Metropolitana | 1       | 1          | Colo-Colo (1)             |
| Coquimbo      | 1       | 0          | CD Illapel Básquetbol (1) |